# Province de Moyobamba
La province de Moyobamba (en espagnol : Provincia de Moyobamba) est l'une des dix provinces de la région de San Martín, au Pérou. Son chef-lieu est la ville de Moyobamba.

## Géographie
La province couvre une superficie de 3 772,31 km2. Elle est limitée au nord par la région de Loreto, à l'est par la province de Lamas, au sud par la province d'El Dorado et à l'ouest par la région d'Amazonas et la province de Rioja.

## Population
La population de la province s'élevait à 115 389 habitants en 2007 (INEI).

## Subdivisions
La province de Moyobamba est divisée en six districts :
- Calzada
- Habana
- Jepelacio
- Moyobamba
- Soritor
- Yantalo